# تيم ووكر
تيم ووكر (بالإنجليزية: Tim Walker)‏ هو سياسي أسترالي، ولد في 25 ديسمبر 1917، وتوفي في 11 نوفمبر 1986. انتخب عضو الجمعية التشريعية نيو ساوث ويلز.